# Подиљск
Подиљск (укр. Подільск) град је Украјини у Одеској области. Према процени из 2012. у граду је живело 40.700 становника.

## Становништво
Према процени, у граду је 2012. живело 40.700 становника.
| 1979.  | 1989.  | 2001.  | 2012.  |
| ------ | ------ | ------ | ------ |
| 41.250 | 43.078 | 40.718 | 40.700 |

## Партнерски градови
- Хинчешти
- Котовск